# مهنج
مهنج روستایی در دهستان قائن بخش مرکزی شهرستان قائنات استان خراسان جنوبی ایران است. بر پایه سرشماری عمومی نفوس و مسکن در سال ۱۳۹۰ جمعیت این روستا ۴۰۵ نفر (در ۱۱۳ خانوار) بوده‌است.